# Name (singel)
Name – ballada rockowa amerykańskiego zespołu alternatywnego Goo Goo Dolls, którą skomponował gitarzysta i wokalista grupy, Johnny Rzeznik. Utwór pochodzi z piątego albumu formacji, A Boy Named Goo, i stanowi pierwszy ogólnokrajowy przebój Goo Goo Dolls. Początkowo wytwórnia zespołu nie planowała wydać tej kompozycji na singlu, jednak nieoczekiwanie wpływowa rockowa stacja radiowa z Los Angeles, KROQ, rozpoczęła intensywną promocję piosenki, przyczyniając się do jej późniejszego sukcesu.

## Spis utworów na singlu
Na CD zamieszczono następujące utwory:
1. „Name” – 4:30
2. „Nothing Can Change You” – 3:14
3. „I Wanna Destroy You” – 2:35

Na kasetowym singlu znalazły się:
1. „Name”
2. „Burnin’ Up”